# Adam Lindsay Gordon

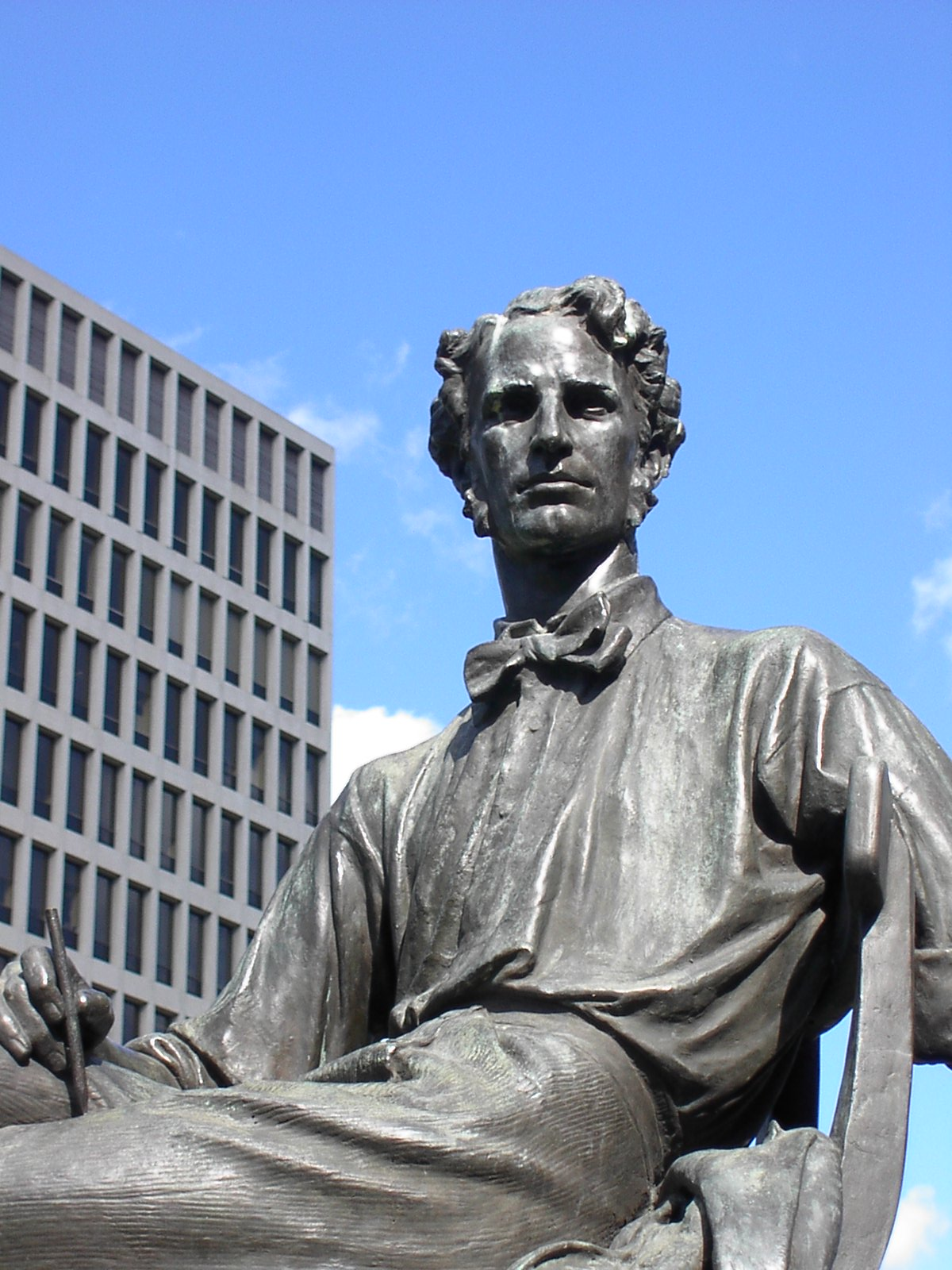
Adam-Lindsay-Gordon-Statue in Melbourne

Adam Lindsay Gordon (* 19. Oktober 1833 auf den Azoren; † 24. Juni 1870) war ein australischer Dichter und gilt als Australiens Nationaldichter.

## Leben
Adam Lindsay Gordon entstammte dem schottischen Clan Gordon. Sein Vater, Captain Adam Durnford Gordon, war ein ehemaliger Kavallerieoffizier der Britischen Ostindien-Kompanie. Noch in seiner Kindheit zog die Familie erst nach Madeira, 1840 dann ins englische Cheltenham. Am dortigen College wurde Gordons Vater Professor für orientalische Sprachen. Gordon besuchte die Schule selbst ab 1841, wurde aber später wegen schlechten Benehmens entlassen.
1852 wurde er zur Ausbildung an die Royal Grammar School in Worcester geschickt. Der damalige Direktor Canon Temple notierte, dass Gordon ein „sehr außergewöhnliches Genie“ („a most extraordinary genius“) besitze. Doch vier Monate nach seiner Ankunft geriet er bereits in Schwierigkeiten. Sein großes Interesse an Pferden führte fast zu seiner Verhaftung, als er ein Pferd stahl, um an einem Hindernisrennen teilnehmen zu können.
Während seiner Zeit in Worcester hatte Gordon auch seine erste Liebesbeziehung. Er verliebte sich in Jane Brydges, die aber kein Interesse an Gordon zeigte. Letzterer schrieb das folgende Gedicht über seine Liebe:
I loved a girl not long ago
And till my suit was told
I thought her breast as fair as snow
'Twas very near as cold.
And yet I spoke with feelings more
Of recklessness than pain,
Those words I never spoke before
Nor never shall again.
Her cheek grew pale, in her dark eye
I saw a tear-drop shine
Her red lips faltered in reply
And then were pressed to mine
A quick pulsation of the heart!
A flutter of the breath
A smothered sob! - and thus we part
To meet no more till death.
Sein Direktor in Worcester soll sein Interesse an den Klassikern verstärkt und ihn zum Schreiben inspiriert haben.
Da er an den Launen seines Sohnes verzweifelte, schickte Gordons Vater ihn 1853 nach South Australia. Dort befand sich Gordon als außerordentlich geeignet für den Lebensstil und entschied, sich lieber der berittenen Polizei anzuschließen, statt sein mitgebrachtes Empfehlungsschreiben vorzuzeigen. Zwei Jahre später war er als reisender Einreiter und Pferdetrainer unterwegs und traf den katholischen Missionar und Naturforscher J. E. Tenison Woods, der ihn zum Schreiben ermutigte. 1862 heiratete Gordon im Alter von 29 Jahren die 17-jährige Maggie Park, die ihn nach einem Unfall gepflegt hatte.
Gordon erbte 1864 nach dem Tod seines Vaters 7000 £. Er kaufte einige Rennpferde und wurde zum besten Hindernisreiter in Australien. Er erhöhte seine Reputation als Reiter, indem er einen berühmten Sprung auf ein Riff über dem Blue Lake in Mount Gambier vollführte, an den seit 1887 ein Obelisk erinnert. 1865 wurde er als Abgeordneter für Ballarat auch Mitglied des Parlaments von Victoria, gab das Mandat aber im nächsten Jahr bereits wieder zurück. 1867 zog er nach Mount Gambier, um sich dem Schreiben und Pferdetraining zu widmen. Er verschuldete sich durch Glücksspiel, Alkoholismus und die Finanzierung eines Gerichtsprozesses um alte Grundstücke seiner Familie in Schottland. Im Juni 1870 verlor er den Prozess. Einen Tag nach dem Druck seines letzten Gedichtbandes erschoss er sich, von Geldsorgen bedrückt, am 24. Juni 1870.

## Bedeutung
Er gilt heute als Nationaldichter Australiens und „Preisträger des Pferdes“. Er wird als einziger australischer Poet mit einem Monument in der Poets’ Corner von Westminster Abbey geehrt. Ein weiteres Denkmal befindet sich – neben dem seines Verwandten General Charles George Gordon – am Gordon Square in Melbourne beim Parliament House.
Zwei seiner Gedichte wurden durch den Komponisten Sir Edward Elgar verewigt, nämlich A Song to Autumn und The Swimmer aus Sea Pictures.

## Werke (Auswahl)
- The feud, 1864
- Sea spray and smoke drift, 1867
- Ashtaroth: a dramatic lyric, 1867
- Bush ballads and galloping rhymes, 1870
- Collected poems (hrsg. von M. Clarke), 1880
- To my sister! – am 4. August 1853, drei Tage vor dem Aufbruch nach Australien verfasst, 1870